# Amata fruhstorferi
Amata fruhstorferi är en fjärilsart som beskrevs av Rothschild 1910. Amata fruhstorferi ingår i släktet Amata och familjen björnspinnare. Inga underarter finns listade i Catalogue of Life.